# لانس فروتشن
لانس فروتشن (بالإنجليزية: Lance Fortune)‏ هو مغني بريطاني، ولد في 4 يناير 1940.

## وصلات خارجية
- لانس فروتشن على موقع ميوزك برينز (الإنجليزية)